# الجسر (مسلسل 2011)
الجسر هو مسلسل جريمة سويدي -دنماركي من بطولة صوفيا هيلين،كيم بودنيا،ثير لاندهارد وداغ مالمبيرغ،تم عرض الموسم الأول في خريف 2011 والموسم الثاني في خريف 2013 والموسم الثالث في خريف 2015 والموسم الرابع والأخير في 1 يناير 2018.